# Franz von Wittken
Franz von Wittken (* 28. November 1767 in Jezow; † 20. Oktober 1811 in Beuthen) war ein preußischer Major und Ritter des Ordens Pour le Mérite.

## Leben

### Herkunft
Franz Matthias von Wittken entstammte der uradligen Familie Wittken. Er gehörte zur II. Linie des Stammes A (Jesow B) seiner Familie, der heute erloschen ist, während die Familie in anderen genealogischen Stämmen und Linien nach wie vor blüht.

### Militärlaufbahn
Wittken wurde Berufsoffizier und trat als Offiziersbewerber in ein Dragonerregiment der Preußischen Armee ein. Bei Ausbruch des Ersten Koalitionskrieges gegen das revolutionäre Frankreich wurde er mit dem Dragonerregiment „von Schmettau“ in die Pfalz verlegt. Hier nahm er, inzwischen zum Stabskapitän befördert, an dem Gefecht bei Flamersheim am 29. August 1794 teil. Der nunmehrige Kapitän zeichnete sich dabei so aus, dass ihn der Oberkommandierende, der Generalfeldmarschall Wichard von Möllendorf, König Friedrich Wilhelm II. zur Auszeichnung mit dem Orden Pour le Mérite vorschlug. Mit Allerhöchster Kabinettsorder vom 11. September 1794 entsprach der König dem Vorschlag Möllendorfs: „…es gereicht Mir zum besonderen Vergnügen, daß die Generals v. Blücher und v. Wolffradt abermals die Gelegenheit genutzt haben, die Dreistigkeit des Feindes zu bestrafen und daß die Gefechte fortwährend zu unserem Vortheil ausgefallen; daher Ich denen empfohlenen Offizieren, nemlich den Hauptmann von Wittken und … den Orden p.l.m. konferiere …“
Franz Matthias von Wittkens weitere Karriere ist nicht überliefert. Möglicherweise schied er im Gefolge der im Frieden von Tilsit Preußen auferlegten Heeresreduzierung aus dem aktiven Dienst.

### Familie
Verheiratet war er seit dem 2. April 1800 mit Sophie Helmich (1774–1807), die aus Beuthen stammte. Aus der Ehe gingen zwei Söhne hervor, von denen der ältere, Heinrich (1802–1879), ebenfalls Offizier wurde, während der jüngere, Karl (1807–1884), Jura studierte und königlich-preußischer Appellationsgerichtsrat und Geheimer Justizrat wurde. Heinrichs Sohn George von Wittken (1852–1934) stieg in der preußischen Armee zum Generalleutnant und Generalinspekteur der Artillerie auf, wurde auch als Familienchronist und Genealoge tätig. Heinrichs Tochter Hedwig (1838–1924) war seit 1860 mit dem späteren preußischen General der Infanterie z. D. Bernhard von Gélieu verheiratet. Zu den Nachfahren des Franz von Wittken gehörte ebenso sein Enkel Edmund von Wittken (1837–1927), der u. a. als Wirklicher Geheimer Rat Vorstand des Staatsministerium Sachsen-Coburg-Gotha mit Sitz in Coburg und Rechtsritter im Johanniterorden war und zuvor zeitweilig königlich preußischer Landrat. Dessen Tochter Martha (1870–1942) wiederum heiratete später den Offizier Etienne Perrinet von Thauvenay.